# 宗教协定
宗教协定（Concordat）指的是代表教宗和各个主权国家基于国际法缔结的条约，在双方共同关心的方面规定天主教会和国家间的关系，即承认天主教会在特定国家所具有的特权。较为知名的有《沃尔姆斯宗教协定》和《1801年教务专约》。